# Malësi e Madhe
Malësi e Madhe es un municipio albanés ubicado en el condado de Shkodër del norte del país. Se formó en la reforma local de 2015 mediante la fusión de los antiguos municipios de Gruemirë, Kastrat, Kelmend, Koplik (la actual capital municipal), Qendër y Shkrel, que pasaron a ser unidades administrativas. La población total del municipio es de 30 823 habitantes (censo de 2011), en un área total de 951,01 km².
El municipio toma su nombre de Malësia, una región histórica y etnográfica actualmente dividida entre Montenegro y Albania. En su parte albanesa, la región se institucionalizó en 1991 como el distrito de Malësi e Madhe, un distrito con capital en Koplik que existió hasta la desaparición de los distritos en el año 2000. Los municipios que formaron aquel distrito se reagruparon en 2015 en el actual municipio de Malësi e Madhe.